# André de Laval (XIVe siècle)
Pour les articles homonymes, voir André de Laval.

D'or à la croix de gueules cantonnée de seize alérions d'azur ordonnés 2 et 2 et chargée de cinq coquilles d'argent, le premier canton d'azur semé fleurs de lys d'or chargé d'un lion aussi d'or.

André de Laval, seigneur de Châtillon-en-Vendelais, d'Aubigné, de Loué, Olivet, Montsûrs, Meslay, Courbeveille et Bouère. 

## Biographie
Il est le fils de Guy VIII de Montmorency-Laval et de Jeanne de Brienne-Beaumont, fille d'Agnès et dame de Loué.
Il eut de son père en partage, l'an 1292, du consentement de Guy IX de Laval, son frère aîné, les terres de Châtillon, Montsûrs, Meslay et Courbeveille, et de sa mère la seigneurie de Brée (que certains, de manière fantaisiste, attribuent d'abord à un frère hypothétique d'André, Mathieu, puis au fils de ce dernier, François de Laval, époux sans postérité d'une Guyonne, dont aurait hérité son oncle André).
- Marié avec Eustache de Bauçay (ou Baussay, à Mouterre-Silly : importante famille chevaleresque et baronnie du Loudunais[1] ; cf. le château de Nué ou Nueil-sous-Bauçay à Mouterre-Silly, et le château de La Mothe-de-Bauçay aux Trois-Moutiers), dame de Benais en Touraine. Il en eut :

1. Jean, chevalier, seigneur de Châtillon, d'Aubigné, Courbeveille, Tinténiac, Bécherel, Romillé, etc., qui épousa Isabeau de Tinténiac : leur fille Jeanne continua les barons puis comtes de Laval en épousant son cousin Guy XII.
2. Guy : père de Thibault, d'où les seigneurs de Loué et la deuxième Maison (cadette) de Montmorency-Laval.
3. Marie, dame de Bonnefoy, mariée à Jacques de Surgères, chevalier, seigneur de la Flocellière.
4. Jeanne, seconde épouse de Guillaume de Courceriers[2].
5. Alix, femme de Guy L'Archevêque de Parthenay, seigneur de Soubise et de Taillebourg[3].
6. Marquise, mariée à Guy de Goulaine.

En 1331, il signe un accord avec le frère Jean, abbé de Fontaine-Daniel. André III de Vitré avait donné la dîme des moulins de Châtillon à l'Abbaye ; et ce fut André de Laval, un de ses successeurs dans le domaine de Châtillon, qui, en 1315, constitua les 60 sous de rente, pour remplacer la dîme.
Ses fils Jean et Guy furent commis par Charles V, en 1370, à la garde des châteaux de Bauçay et de Saint-Aubin.

## Sources partielles
- Bertrand de Broussillon, Bulletin de la Commission historique et archéolique de la Mayenne, année 1896, T. XII, p. 229.
- Albert Grosse-Duperon et E. Gouvrion, L'Abbaye de Fontaine-Daniel : Étude historique, et le Cartulaire de Fontaine-Daniel, Mayenne, Poiner-Béalu, 1890, 2 vol. in-8 (lire en ligne).